# Іпсіланті (Мічиган)
Іпсіланті (англ. Ypsilanti) — місто (англ. city) в США, в окрузі Воштено штату Мічиган. Населення — 20 648 осіб (2020).

## Географія
Іпсіланті розташоване за координатами 42°14′36″ пн. ш. 83°37′19″ зх. д. / 42.24333° пн. ш. 83.62194° зх. д. (42.243216, -83.621982).  За даними Бюро перепису населення США в 2010 році місто мало площу 11,70 км², з яких 11,21 км² — суходіл та 0,49 км² — водойми.

## Демографія
Згідно з переписом 2010 року, у місті мешкало 19 435 осіб у 8026 домогосподарствах у складі 2880 родин. Густота населення становила 1660 осіб/км².  Було 9271 помешкання (792/км²).
Расовий склад населення:
| - 61,5 % — білих - 29,2 % — чорних або афроамериканців - 3,4 % — азіатів - 0,6 % — корінних американців - 1,1 % — осіб інших рас |

До двох чи більше рас належало 4,3 %. Частка іспаномовних становила 3,9 % від усіх жителів.
За віковим діапазоном населення розподілялося таким чином: 14,1 % — особи молодші 18 років, 77,6 % — особи у віці 18—64 років, 8,3 % — особи у віці 65 років та старші. Медіана віку мешканця становила 25,0 року. На 100 осіб жіночої статі у місті припадало 98,9 чоловіків;  на 100 жінок у віці від 18 років та старших — 97,2 чоловіків також старших 18 років.
Середній дохід на одне домашнє господарство  становив 47 677 доларів США (медіана — 31 061), а середній дохід на одну сім'ю — 68 009 доларів (медіана — 45 014). Медіана доходів становила 33 700 доларів для чоловіків та 30 042 долари для жінок. За межею бідності перебувало 33,4 % осіб, у тому числі 44,4 % дітей у віці до 18 років та 8,0 % осіб у віці 65 років та старших.
Цивільне працевлаштоване населення становило 10 573 особи. Основні галузі зайнятості: освіта, охорона здоров'я та соціальна допомога — 33,2 %, мистецтво, розваги та відпочинок — 18,5 %, роздрібна торгівля — 15,1 %.